# Louis Sullivan
Louis Henry Sullivan (3. rujna 1856. – 14. travnja 1924.) je bio istaknuti američki arhitekt, dizajner interijera, teoretičar i kritičar koji je djelovao na prijelazu iz 19. u 20. stoljeće. Poznat i kao „otac nebodera” i „otac modernizma”, Sullivan je najznačajnija osoba čikaške škole arhitekture i uz svog štićenika, Franka Lloyda Wrighta, jedan od najpoznatijih modernih američkih arhitekata.

## Životopis
Sullivanov otac je bio Irac, a majka Švicarka koji su oko 1840. godine emigrirali u SAD i Sullivan je odrastao u South Readingu, danas Wakefield, Massachusetts. U mladosti je proveo mnogo vremena u istraživanju prirode, ali i fascinantne arhitekture u Bostonu. Tako je odlučio upisati srednju inženjersku školu u kojoj je na njega veliki utjecaj imao predavač Moses Woolson. Kako bi što prije upisao studij arhitekture na Massachusettskom tehnološkom institutu (MIT) polagao je neke ispite izvanredno i upisao je fakultet kao šesnaestogodišnjak. No, poslije samo jedne godine studija odlazi u Philadelphiju gde je radio kod arhitekta Frank Furnessa.
Godine 1873. Furnessov studio je zadesila velika kriza i Sullivan se preselio u Chicago gde je vladala velika graditeljska groznica nakon velikog požara iz 1871. godine. Radio je za Williama LeBarona Jenneya, koji je prvi izgradio zgradu s čeličnom konstrukcijom. No, poslije godinu dana Sullivan odlazi u Pariz na studij Akademije likovnih umjetnosti (École des Beaux-Arts) gde ga je opčinila Michelangelova umjetnost, ali koju nije želio imitirati nego ostvariti njezinu snagu.
Vraća se u Chicago i radi kao crtač za tvrtku Joseph S. Johnston & John Edelman u kojoj je projektirao interijer zgrade Moody Tabernacle s fresco secco ukrasima. Godine 1879. Sullivan se zaposlio kod Dankmara Adlera, gde je poslije godinu dana postao njegov partner. Oni su zajedno stvorili svoje najznačajnije građevine i ostvarili priznanje kao učitelji arhitekture. Iako su već imali nekoliko izgrađenih zgrada slavu su stekli nerealiziranim projektima od Colorada do Seattlea. Tvrtka Adler & Sullivan je postala poznata po visokim poslovnim zgradama, a Sullivan se smatrao za prvog arhitekta koji je znao potpuno projektirati i realizirati visoke i skupe zgrade pomoću novih čeličnih konstrukcija (nebodere).
God. 1893. je bila godina sudbonosnih slomova u njegovom životu; završio je uspješnu suradnju s Adlerom i izbacio je mladog Wrighta. Uz to ga je napustila i supruga. Sullivan je izgubio narudžbe, posjed, posao i počeo se odavati alkoholu. Svoje posljednje godine je proveo živeći od priloga svojih kolega i umro je siromašan i napušten 1924. godine u jednoj maloj hotelskoj sobici u Chicagu. Sa svojim bivšim štićenikom se pomirio prije smrti, tako da je Frank Lloyd Wright organizirao njegov pokop.

## Djela
Vrhunski projekt tvrtke Adler & Sullivan je bila zgrada Auditorium bilding iz 1889. godine u Chicagu. Ona je pored kazališta za 3000 posjetitelja bila i hotel, i imala je administrativne prostore, a tu su Adler i Sullivan zauzeli najviši kat za svoj studio.
Zbog ove zgrade je Chicago odabran da bude domaćin Svjetske izložbe 1893. godine.
Ostale njihove znamenite građevine su bile: Zgrada Wainwright, St. Louis, Missouri (1891.), Zgrada Schiller (kasnije Garrick Building, 1890.) u Chicagu, Zgrada čikaške burze (1894.), Guaranty Building (poznata i kao Prudential Building, Buffalo, New York (1895. – 1896.) i Robna kuća Carson Pirie Scott u Chicagu (1899. – 1904.).
Sullivanove težnje u arhitekturi definira racionalistička krilatica „forma slijedi funkciju” koja će kasnije postati temeljem moderne arhitekture i dizajna u cijelom 20. stoljeću. Njegov cijeli citat glasi:
svih fizičkih i metafizičkih stvari,

svih ljudskih i nadljudskih stvari,

svih iskrenih manifestacija svijesti, srca, duše,

da je život prepoznatljiv u svom izražavanju,

### Kronološki popis značajnijih projekata
- Grobnica Martina Ryersona, groblje Graceland, Chicago, Illinois, 1887.
- Auditorium Building, Chicago, 1889.
- Poslovna zgrada Wainwright Building, St. Louis, Missouri, 1890.
- Mauzolej Wainwright, Chicago, 1892.
- Neboder Guaranty Building Buffalo, Buffalo, New York, 1894. – 1895.
- Robna kuća Carson Pirie Scott, Chicago, 1899.
- Robna kuća Schlesinger & Mayer, Chicago, 1899. – 1904.
- Ruska pravoslavna Crkva sv. Trojstva, Chicago, 1903.
- National Farmer's Bank, Owatonna, Minnesota, 1908.
- Peoples Savings Bank, Cedar Rapids, Iowa, 1912.
- Van Allen Building, Clinton, Iowa, 1914.
- Merchants' National Bank, Grinnell, Iowa, 1914.
- Home Building Association Company, Newark, Ohio, 1914.
- Krause Music Store, Chicago, 1922.

- Wainwright building, St. Louis (1890.)
- Mauzolej Wainwright, Chicago (1892.)
- Robna kuća Carson Pirie Scott, Chicago (1899.)
- Crkva sv. Trojstva, Chicago (1903.)
- National Farmer's Bank, Owatonna (1908.)

## Vanjske poveznice
- Louis Sullivan: the Struggle for American Architecture  Arhivirana inačica izvorne stranice od 31. kolovoza 2011. (Wayback Machine), film Marka Richarda Smitha iz 2010.
- Lieber-Meister – The Louis Sullivan Page (engl.)